# Louis Racine
Pour les articles homonymes, voir Racine.
Louis Racine est un poète français né à Paris le 6 novembre 1692 et mort à Paris le 29 janvier 1763, second fils et septième et dernier enfant du dramaturge Jean Racine.

## Biographie
Louis Racine perd son père à l'âge de six ans. Il fait ses études au Collège de Beauvais sous la direction de Charles Rollin, puis, pour complaire à sa mère, il fait son droit et devient avocat. Puis, constatant que le barreau ne lui convient pas, il se tourne vers la carrière ecclésiastique et entre chez les Oratoriens de Notre-Dame des Vertus où il reste trois ans. Le chancelier d'Aguesseau le prend sous sa protection. Chez celui-ci, à Fresnes, il achève son poème de La Grâce (publié en 1720), qu'il a commencé à l'Oratoire.
Grâce à l'amitié du chancelier d'Aguesseau, il entre en 1719 à l'Académie des Inscriptions, ce qui peut se justifier car il connaît, outre le grec et le latin, l'hébreu et l'italien. En revanche, sa candidature à l'Académie française est repoussée par le cardinal de Fleury en raison du jansénisme qui inspire le poème de La Grâce.
En compensation, le cardinal de Fleury lui recommande de faire carrière dans les fermes. En 1722, Louis Racine est nommé inspecteur général des fermes du roi en Provence, en résidence à Marseille. Il est ensuite nommé directeur des fermes à Salins, à Moulins puis à Lyon, où il se marie en 1728 avec Marie Presle de L'Écluse, fille d'un conseiller à la Cour des monnaies de cette ville. Il devient directeur des gabelles à Soissons (1732) puis est reçu à la Table de marbre comme maître particulier des Eaux et Forêts du duché de Valois.
En 1742, il publie son poème de La Religion. En 1746, il quitte l'administration et revient à Paris. En 1750, il échoue une seconde fois à l'Académie française. Il perd son fils aîné en 1755 à Cadix, victime de l'inondation causée par le tremblement de terre de Lisbonne. C'est pour lui un coup terrible et il cesse d'écrire, se bornant à traduire le Paradis perdu de Milton, et se plonge dans la dévotion. Il meurt en 1763.

## Œuvres

### Postérité littéraire
Boileau, qui avait suivi les débuts de Louis Racine, lui avait déclaré : « Il faut que vous soyez bien hardi pour oser faire des vers avec le nom que vous portez ! Ce n'est pas que je regarde comme impossible que vous deveniez un jour capable d'en faire de bons ; mais je me méfie de ce qui est sans exemple, et depuis que le monde est monde on n'a pas vu de grand poète fils d'un grand poète. »
« Petit fils d'un grand père », selon Voltaire, Louis Racine n'en fut pas moins un des poètes les plus réputés du XVIIIe siècle. Le poème de La Religion, a dit La Harpe, « n'est pas un ouvrage du premier ordre, c'est un des meilleurs du second ». Mais, comme le remarque son protecteur, le chancelier d'Aguesseau : « Son génie ne le porte point à l'invention. » 
Le poème de La Grâce prétend mettre en vers saint Augustin et saint Thomas : « J'ai souvent employé, dit l'auteur, les termes de l'Écriture sainte et des Pères, et c'est en cela que consiste le mérite de mon travail. »
Le poème de La Religion a été très célèbre et souvent réimprimé. Le sujet est tiré des Pensées de Pascal et du Discours sur l'histoire universelle de Bossuet. Il s'agit de montrer l'accord de la religion, de la raison et de la vérité. Instruit par les déboires que lui avait causés le poème de La Grâce, l'auteur a évité les polémiques liées à ses opinions jansénistes, et se montre avant tout cartésien[réf. nécessaire] :
Rassurons-nous pourtant, le jour commence à naître.
Nous allons tous penser, Descartes va paraître.
Outre ces deux poèmes didactiques, Louis Racine a composé sept odes dont une Ode sur l'harmonie (1736) et une Ode sur la paix (1736), quatre épîtres assez didactiques, dont deux sur l'âme des bêtes.
Il fait partie du courant antiphilosophique, cherchant à défendre la religion chrétienne. 
Il a publié des Mémoires sur la vie de Jean Racine, souvent reproduits dans les éditions anciennes des œuvres de Racine. On y trouve également des renseignements utiles sur Boileau et des anecdotes amusantes. Ses Odes saintes, tirées pour la plupart des psaumes, marquent des recherches de versification en faisant varier les mètres et la forme des strophes à l'intérieur d'un même poème.
Il est également l'auteur de Réflexions sur la poésie (1747) dans lesquelles il se montre fidèle disciple de Boileau, préconisant l'imitation de la nature et des Anciens, méprisant Ronsard et la poésie de la Renaissance : « Le plaisir de la poésie, comme celui de la peinture, est produit en nous par l'imitation [...] tout ce qui est bien imité nous plaît. » Mais il soutient également que « l'essence de la poésie consiste dans l'enthousiasme » et que « le langage poétique [est] celui des passions ». Il insiste également sur l'importance de la versification et des figures de rhétorique (périphrases, métaphores, comparaisons, alliances de mots) : « La nature inspire d'abord la rapidité du style et la hardiesse des figures : l'art vient ensuite et pour rendre le style poétique encore plus harmonieux, le resserre dans les bornes de la versification. »
C'est notamment le poème de Paul Verlaine dans Sagesse qui assure l'immortalité à Louis Racine :
Sagesse d'un Louis Racine, je t'envie !
O n'avoir pas suivi les leçons de Rollin,
N'être pas né dans le grand siècle à son déclin,
Quand le soleil couchant, si beau, dorait la vie...

### Liste chronologique
Les Œuvres de Louis Racine ont été publiées par Julien-Louis Geoffroy en 1808 (Paris, Le Normant, 6 vol. in-8°) (texte intégral sur la base Gallica : tomes I II III IV V VI).
- La Grâce, poème en 4 chants, 1720 (texte intégral sur la base Gallica)
- Épître à M. de Valincourt, 1722
- Épître au comte de Clermont, 1723
- Première épître à la duchesse de Noailles, 1723
- Ode sur la solitude, 1723
- Comparaison de l'Iphigénie d'Euripide avec l'Iphigénie de Racine, 1727
- Épître à Mme la duchesse de Noailles sur l'âme des bêtes, 1728
- Réflexions sur l'Andromaque d'Euripide et l'Andromaque de Racine, 1732
- Ode sur l'harmonie, 1736
- Ode sur la paix, 1736
- La Religion, poème en 6 chants, 1742 (texte intégral sur la base Gallica)
- La ville de Paris au Roy, entrant à Paris à son retour de Metz, épître, 1744
- Réflexions sur la poésie, 1747
- De la déclamation théâtrale des anciens, 1747
- Mémoires sur la vie de Jean Racine, 1747 et 1752
- Le Paradis perdu... traduction nouvelle avec des notes, la vie de l'auteur, un discours sur son poème les remarques d'Addison, et, à l'occasion de ces remarques, un discours sur le poème épique, traduit en français, 1755
- Psaumes traduits et mis en vers, 1762
- Traité de la poésie dramatique ancienne et moderne

### Citations
L'Éternel se leva : Satan du haut des airs,
Comme l'éclair qui fuit, tomba jusqu'aux enfers.
(Épîtres)
Tous les siècles entiers sont un jour à sa vue
(La Grâce)
Le ciel fondit en pluie, et le juste parut
(La Grâce)
...Que de vastes contrées
Assises loin du jour dans l'ombre de la mort !
(La Grâce)
Il confond l'orgueilleux qui cherche à tout savoir.
Pour les sages du monde il voile ses mystères...
Tandis qu'il les révèle à ces humbles esprits.
(La Grâce)
Mon cœur...
Fait le mal qu'il déteste et fuit le bien qu'il aime.
(La Grâce)
Tel que brille l'éclair qui touche au même instant
Des portes de l'Aurore aux bornes du couchant,
Tel que le trait fend l'air sans y marquer sa trace ;
Tel, et plus prompt encor, part le coup de la grâce.
(La Grâce)
Monstre de vanité, prodige de misère,
Je ne suis à la fois que néant et grandeur.
(La Religion)
L'amertume secrète empoisonne toujours
L'onde qui nous paraît si claire dans son cours.
(La Religion)
Boileau, Corneille, et toi que je n'ose nommer,
Vos esprits n'étaient-ils qu'étincelles légères ?
(La Religion)
Dieu de paix ! que de sang a coulé sous ton nom !
(La Religion)
Le Verbe égal à Dieu, splendeur de sa lumière
Avant que les mortels sortis de la poussiere,
Aux rayons du soleil eussent ouvert les yeux :
Avant la terre, avant la naissance des cieux,
Éternelle puissance, et sagesse suprême,
Le verbe était en Dieu, fils de Dieu, Dieu lui-même.
(La Religion)

### Sources
- Maurice Allem, Anthologie poétique française, XVIIIe siècle, Paris, Garnier Frères, 1919
- Émile Faguet, Histoire de la poésie française, tome VIII, p. 15-143
- Cardinal Georges Grente (dir.), Dictionnaire des lettres françaises. Le XVIIIe siècle, nlle. édition revue et mise à jour sous la direction de François Moureau, Paris, Fayard, 1995, p. 1082-1085
- « Louis Racine », Gustave Vapereau, Dictionnaire universel des littératures, vol. 2, Paris, Hachette, 1876 [détail des éditions] (lire sur Wikisource)
- Jean de Viguerie, Histoire et dictionnaire du temps des Lumières. 1715-1789, Paris, Robert Laffont, coll. Bouquins, 2003 -  (ISBN 2-221-04810-5)